# 평택중학교
평택중학교(平澤中學校)는 대한민국 경기도 평택시 용이동에 있는 공립 중학교이다.

## 학교 연혁
- 1947년 10월 23일 : 평택중학교 설립인가(남ㆍ여 6학급)
- 1947년 11월 10일 : 초대 안익선 교장 취임
- 1947년 12월 1일 : 개교식 겸 제1회 입학식(개교기념일)
- 1952년 7월 9일 : 평택중ㆍ고등학교 병설인가
- 1970년 9월 1일 : 평택중ㆍ종합고등학교로 분리
- 1986년 3월 1일 : 병설 특수학급 신설
- 2021년 9월 1일 : 제24대 김대중 교장 취임
- 2024년 1월 5일 : 제76회 졸업식 366명(누계 27,058명)
- 2024년 3월 1일 : 평택중학교 용이동 신축교사로 이전

## 참고 자료
- 평택중학교 - 한국교육학술정보원 학교알리미